# Nyctimystes gularis
Espèce
Synonymes
- Litoria gularis (Parker, 1936)

Statut de conservation UICN

 DD  : Données insuffisantes
Nyctimystes gularis est une espèce d'amphibiens de la famille des Pelodryadidae.

## Répartition
Cette espèce est endémique de la chaîne Owen Stanley dans le sud-est de la Papouasie-Nouvelle-Guinée.

## Description
Le mâle holotype mesure 37 mm.

## Publication originale
- Parker, 1936 : A collection of reptiles and amphibians from the mountains of British New Guinea. Annals and Magazine of Natural History, sér. 10, vol. 17, p. 66–93.